# Robert Mayer
Sir Robert Mayer (Mannheim, 5 giugno 1879 – 9 gennaio 1985) è stato un filantropo e banchiere tedesco.

## Biografia
Suo padre era un produttore di birra. Dall'età di 5 anni, Mayer entrò nel conservatorio di Mannheim, dove, all'età di 11 anni, creò una ballata per pianoforte di Brahms e studiò con Felix Weingartner.
Suo padre, però, insisti sul fatto che entrasse nel mondo degli affari. Inizialmente ha lavorato nel commercio del pizzo, e poi, si trasferì a Londra nel 1896, è diventato un banchiere, pur continuando gli studi di pianoforte con Fanny Davies e altri. Mayer è diventato un cittadino del Regno Unito nel 1902 e si unì all'esercito britannico nella prima guerra mondiale.

## Filantropia
Nel 1919 sposò il soprano Dorothy Moulton (?-1974). Sua moglie lo ha incoraggiato a continuare il suo interesse per la musica. All'inizio della loro vita coniugale, pur vivendo negli Stati Uniti, Mayer partecipò ai concerti per bambini organizzate da Walter Damrosch, che lo ispirò per fondare le Robert Mayer Concerts per bambini nel 1923 (e successivamente fondò, nel 1954, Youth and Music e affiliata alla Jeunesses Musicales). La prima serie di concerti è stata condotta da Adrian Boult e Malcolm Sargent.
Nel 1932, Mayer è stato uno dei fondatori della London Philharmonic Orchestra e ha contribuito a fondare anche il London Schools Symphony Orchestra nel 1951. Venne anche coinvolto, con Egon Wellesz, nella fondazione della ISCM.

## Centenario
Per il suo 100º compleanno fu festa nazionale che ha incluso un concerto di gala presso il Royal Festival Hall a cui hanno partecipato la regina Elisabetta II. La Royal Philharmonic Orchestra sotto Bernard Keeffe suonò musiche di Ludwig van Beethoven, Benjamin Britten, Malcolm Arnold e Jean Sibelius.